# Lúcio Queirós Moreira
Lúcio Queirós Moreira (Paranaíba, 26 de novembro de 1944 - ) é um pecuarista e advogado brasileiro, tendo sido nomeado prefeito de Três Lagoas quando a cidade ainda era considerada Área de Segurança Nacional.
Seu mandato à frente da prefeitura foi marcado por diversos investimentos nas áreas da cultura e lazer.

## Biografia
Filho de Affonso Garcia Moreira e Maria Queirós Moreira, foi totalmente alfabetizado por sua mãe, tendo depois passado a estudar com o professor João Valim na escola que o pai mantinha na fazenda para os filhos dele, dos empregados e para outras crianças da região - os filhos, que sucederam Affonso Garcia Moreira na fazenda, mantiveram essa escola  por muito tempo, até que o poder municipal tomou para si essa responsabilidade. As séries seguintes do curso primário, até a 4ª série do Ensino Fundamental, foram feitas no Colégio 2 de Julho, em Três Lagoas. Da 5ª à 8ª série, cursou o Colégio Salesiano de Lins. O Ensino Médio foi feito no Instituto de Educação Ernesto Monte, em Bauru. Também em Bauru fez o curso de Direito na Faculdade Toledo de Ensino.
Advogado e pecuarista, foi vereador por dois mandatos em Três Lagoas.
Devido ao fato de Três Lagoas ser considerada Área de Segurança Nacional, foi como presidente da Câmara Municipal que Lúcio Queirós Moreira assumiu, interinamente, no dia 5 de julho de 1979, o cargo de prefeito de Três Lagoas, em sessão extraordinária. Seu nome foi aprovado pelo Presidente da República, João Batista Figueiredo, e sua nomeação assinada pelo governador Marcelo Miranda no dia 12 de setembro de 1979. Tomou posse na Praça da Bandeira no dia 22 de setembro do mesmo ano. Nesse cargo permaneceu até outubro de 1982. Sua irmã, Fátima Moreira Queirós, foi a primeira-dama do município por Lúcio Queirós Moreira não ser casado ainda à época.

## Anos na prefeitura de Três Lagoas
O governo do estado já havia traçado seus planos para Três Lagoas e outras cidades quando Lúcio Queirós Moreira assumiu a Prefeitura. Considerando que as obras de grande importância para o crescimento planejado da cidade, que demandariam altos investimentos, seriam executadas pelo estado através do Plano de Complementação Urbana, decidiu-se que a administração municipal deveria voltar-se para o que se convencionou chamar de "Valorização do Ser Humano", dando-se ênfase à Educação e Cultura; à Saúde; à Habitação; ao Esporte e Lazer; e à Promoção Social. Tais metas fixadas foram seguidas com a realização de obras dentro das grandes limitações financeiras do município.
O governo do estado, através do P.C.U., investiria em Três Lagoas para a execução de obras Cr$ 263.936.000,00 (duzentos e sessenta e três milhões, novecentos e trinta e seis mil cruzeiros), o que representava mais de cinco vezes a previsão de investimentos da prefeitura para o ano de 1980. O prazo para que todo o programa do Plano de Complementação Urbana fosse executado seria de dezoito meses e envolveria lazer, drenagem de águas pluviais, pavimentação, arborização, construção e manutenção de escolas, centros de saúde e outros. Para a definição das obras a serem executadas e sua localização, a primeira providência foi um levantamento sócio-econômico de Três Lagoas, e assim pesquisas foram feitas de modo que foram definidas as obras, os serviços a serem executados, os equipamentos a serem instalados na cidade e sua localização. Foi sugerido pelo prefeito que a Lagoa Maior fosse considerada uma meta do P. C.U. do governo estadual,  o que foi aceito. 
O P.C.U. foi solenemente assinado no dia 23 de abril de 1980 pelo governo Marcelo Miranda. Entretanto, este programa, que tanto beneficiaria Três Lagoas e que imprimiria novos rumos urbanísticos à cidade, não foi implementado, e o pouco que se fez não foi executado tal como planejado. Isso gerou grande frustração em todos aqueles que se empenharam e se esforçaram para que as obras previstas fossem executadas. Mas o Prefeito e sua equipe, mesmo após o governador Marcelo Miranda haver deixado o cargo, continuaram a insistir para que o programa fosse levado a cabo junto ao novo governo. Dessa forma, o novo governador Pedro Pedrossian executou as obras já iniciadas ou previstas no programa: Escola Estadual Edwards Correia e Souza, no bairro Interlagos - a inauguração ocorreu no dia 2 de fevereiro de 1981, já no governo Pedro Pedrossian;  Conjunto Habitacional Santo André, iniciado no governo Marcelo Miranda e concluído e inaugurado no início do governo Pedro Pedrossian; e o extravasor da Lagoa Maior. Somente dois postos de saúde, um no bairro Interlagos e outro no Parque São Carlos, ambos em casas alugadas, foram finalizados ainda durante o governo de Marcelo Miranda.
No dia 29 de janeiro de 1982 – passados mais de quatorze meses de sua posse –, o governador Pedro Pedrossian anunciou, na Praça da Bandeira, em Três Lagoas, importantes obras nas áreas da educação, saúde, saneamento, habitação, transporte e lazer para o município. Era o programa Pró-Cidade. Entretanto, diferentemente do P.C.U., cujos melhoramentos destinavam-se exclusivamente à zona urbana, o "Pró-Cidade" abrangia também a zona rural. Em agosto de 1982, Pedrossian falaria novamente à imprensa sobre a obstrução que os pedidos de empréstimos feitos pelo estado sofriam na Assembleia Legislativa.
Se todas as obras previstas nos programas P.C.U. e Pró-Cidade  houvessem sido realizadas, Três Lagoas teria recebido dos poderes públicos muitos e relevantes melhoramentos. Mas o Executivo local não ficou na dependência da realização de tais programas e buscou dar cumprimento às metas traçadas. De acordo com Lúcio Queirós Moreira, "Não importa que as obras sejam realizadas pelo governo federal, estadual ou municipal, basta que sejam realizadas".

### Obras e ações
Dentre as obras com a participação da administração municipal, quer indicando e reivindicando, quer criando condições para a sua execução ou doando áreas, foi realizado o seguinte: 
Educação e lazer
- Com verbas municipais, a construção de salas de aula, reforma e ampliação de prédios nas escolas Senador Filinto Muller, Joaquim Marques de Sousa, Alfredo de Castilho, Colinos, Profª Maria Eulália Vieira, Presidente Médici, Gentil Rodrigues Montalvão, Diógenes de Lima, Madre Ignez, Afonso F. X. Trannin (em Arapuá) e Ana Maria de Souza (em Selvíria) - abriram-se quatrocentas e vinte vagas com a construção das seis salas de aula nas quatro primeiras escolas citadas;
- Construção da Escola Profª Edwards Corrêa e Souza - pleiteada pela administração do prefeito Lúcio Queirós Moreira;
- Abertura de cursos para professores e auxiliares administrativos, regularização das escolas municipais que ainda dependiam de regularização perante o Conselho Estadual de Educação e atendimento a duzentos e oitenta e nove estudantes com bolsa ou meia bolsa de estudo através de convênios com escolas profissionalizantes;
- Criação da Casa da Cultura, através de sugestão e iniciativa da professora Irene Marques Alexandria;
- Criação e construção da Casa do Artesão;[1]
- Realização de vários festivais e concursos, tendo Três Lagoas sido incluída como sede de uma das etapas do III Festival Record de Música Sertaneja de 1980;
- Realização em 15 de novembro de 1981 do I Festival de Balé de Três Lagoas;
- Foram realizados ainda: concurso municipal de poesias; I Exposição Fotohistorama, onde a história da cidade foi contada através de fotos; I Exposição Filatélica de Três Lagoas e do Estado; oficialização da Semana do Folclore, a ser comemorada, todos os anos a partir do segundo sábado do mês de agosto;

Patrimônio público
Para a proteção da memória da cidade, foram assinados, no dia 4 de maio de 1982, quatro decretos municipais de tombamentos de marcos representativos da história local. Foram tombados:
- O Jatobazeiro, situado à Avenida Filinto Müller - Hymenaea Courbaril ou Hymenaea Stigonocarpa, popular Jataí ou Jatobá;
- A Igreja Santo Antônio, situada à Avenida Antônio Trajano - construída em 1914, pertencente à Diocese de Três Lagoas, MS;
- O Obelisco da Feira de Gado, situado à Rua Ametista s/nº, em frente ao lote 20, da Quadra 0, no bairro Jardim Angélica - marco que registra a implantação da Feira de Gado em Três Lagoas;
- O Relógio Central, situado à Praça da Bandeira, confluência da Avenida Antônio Trajano com a Rua Paranaíba - construído na administração do prefeito Bruno Garcia, em 1938;

Ações complementares
- Conseguiu arranjar para que companhias de ônibus servissem alunos moradores do Jupiá;
- Criação e instalação da Colônia de Pescadores Z-3;
- Criação através da Lei nº 536, de 27 de março de 1980, da Secretaria Municipal de Saúde e Promoção Social;
- Doação pela Prefeitura de terreno para construção de casas para funcionários municipais - com financiamento pelo BNH, por meio do programa FICAM. No dia 23 de abril de 1982, as primeiras trinta e nove casas, de um total de cento e oito previstas, foram entregues;
- Construção do Conjunto Habitacional Santo André – com 168 casas – e do Conjunto Habitacional "JK" – com 192 casas;
- Instalação dos postos de saúde no Bairro Interlagos, Parque São Carlos, Arapuá e Jupiá;
- Construção de uma galeria de águas pluviais, primeiro trecho – o ex-prefeito Ramez Tebet, por meio de convênio com o Fundo de Assistência Social, órgão do Governo Federal, conseguiu que recursos fossem provisionados no orçamento da União para a obra. Ao iniciar-se a administração de Lúcio Queirós Moreira, a empresa construtora havia apenas instalado o canteiro de obras. Conseguiu, então, a liberação do empréstimo conseguido por Ramez Tebet para construção desse primeiro trecho, obra executada nesta administração. Esse primeiro trecho da galeria coberta capta água a partir da confluência da rua Elviro Mário Mancini com a avenida Eloy Chaves, sendo a galeria constituída por duas sessões de 3,15 m de largura cada, por 3,00 m de altura;
- Construção de um extravasor na Lagoa Maior – construído sob a Avenida Rosário Congro e a Rua Aparício da Silva Camargo, continuação da citada avenida. Esse extravasor inicia-se na confluência dessa avenida com a Rua Elviro Mário Mancini e estende-se por mil e duzentos metros até atingir a Lagoa Maior. Essa obra, incluída no P.C.U. do governo Marcelo Miranda, foi executada pelo governo do estado durante a gestão do governador Pedro Pedrossian;
- Construção de um extravasor para contenção de enchentes na Lagoa do Montalvão;
- Construção da ponte das Tabocas, em Garcias, e de duas outras pontes no Córrego Arapuá – uma na entrada do núcleo do distrito de mesmo nome e outra em uma fazenda, para o escoamento da produção agropecuária da região;
- Recuperação de praças, pavimentação de várias ruas, arborização – foram plantadas ou replantadas mil e duzentas mudas de árvores;
- Recuperação do Balneário Municipal;
- Reforma e ampliação do prédio da Guarda Mirim;
- Extensão de sete mil e oitocentos metros lineares da rede de água dos bairros Vila Nova, Jardim Paranapungá, São João, Jardim Ipacaraí, Vila Guanabara, Jardim Primavera e Santa Rita;
- Extensão da rede esgoto sanitário em mil trezentos e oitenta metros lineares;
- Reformas do prédio da Estação Rodoviária;
- Concessão à SANESUL (Empresa de Saneamento do Estado de Mato Grosso do Sul) pelo prazo de 30 anos da exploração dos serviços de abastecimento de água e de esgoto do município;
- Construção da Praça dos Expedicionários – ao lado do Terminal Rodoviário Afonso Rodrigues Sandovete;
- Construção da Praça dos Ferroviários – no bairro Nossa Senhora Aparecida;
- Início da BR 262 de Três Lagoas a Campo Grande - no dia 18 de setembro de 1982, foi inaugurado pelo governador Pedro Pedrossian o trecho que se achava asfaltado, entre Três Lagoas e Garcias;
- Início da BR 158 de Três Lagoas a Selvíria – no mesmo dia 18 de setembro de 1982, um trecho de dezoito quilômetros de extensão foi nomeado em homenagem ao ex-prefeito Marcolino Carlos de Sousa, o Totó;
- Início da instalação de telefones públicos nos bairros São João, Guanabara, Santa Terezinha, Interlagos, Vila Nova, Vila Alegre, Nossa Senhora Aparecida, Santa Luzia e na Praça da Bandeira - não eram comuns telefones públicos na década de l980 em Três Lagoas;
- Integração de Três Lagoas ao sistema DDD e DDI – foi a primeira cidade sul-matogrossense onde isso ocorreu;
- Instalação do posto telefônico de Arapuá;
- Apresentação de trabalhos pedindo o apoio do Governo Federal para o desenvolvimento industrial de Três Lagoas.